# جيمي روفين
جيمي روفين (بالإنجليزية: Jimmy Ruffin)‏ هو مغني وموسيقي أمريكي، ولد في 7 مايو 1939 في كولينسفيل في الولايات المتحدة، وتوفي في 17 نوفمبر 2014 في لاس فيغاس في الولايات المتحدة.

## وصلات خارجية
- جيمي روفين على موقع IMDb (الإنجليزية)
- جيمي روفين على موقع ميوزك برينز (الإنجليزية)
- جيمي روفين على موقع أول ميوزيك (الإنجليزية)
- جيمي روفين على موقع ديسكوغز (الإنجليزية)